# Довгалёнок, Дмитрий Александрович
Дмитрий Александрович Довгалёнок (бел. Дзмітрый Аляксандравіч Даўгалёнак; род. 14 декабря 1971, Мглё, Минская область) — советский и белорусский каноист, олимпийский чемпион 1992 года по гребле на каноэ-двойке на дистанции 500 м. Заслуженный мастер спорта СССР (1992).
В 1992 году в составе Объединённой команды стал чемпионом на Олимпийcких играх в Барселоне в соревнованиях по гребле на каноэ в классе C-2 на дистанции в 500 метров. Партнером был 21-летний Александр Масейков.

## Биография
Родился 14 декабря 1971 года в д. Мглё Смолевичского района Минской области. Будущий спортсмен рос в микрорайоне Серебрянка на берегу Чижовского водохранилища, где постоянно тренировались каноисты. В 14-летнем возрасте Дмитрий пришел на гребную базу, и, несмотря на то, что он был старше многих ребят, тренеры Виктор Давидович и Евгений Воробьев дали юноше попробовать себя в гребле. Несколько первых стартов-заездов Дмитрий выполнил отлично, поэтому у тренеров не осталось никаких сомнений на его счет.
На первых своих крупных соревнованиях Довгаленок выступал в каноэ-одиночке. В 1989 году он завоевал бронзовую медаль первенства Беларуси, а чуть позже «золото» на дистанции 500 метров на чемпионате Советского Союза. Талантливого спортсмена заметили не только специалисты республиканского, но и всесоюзного масштаба. Сергей Пострехин, работавший тренером молодежной сборной СССР, решил объединить двух подающих надежды спортсменов Дмитрия Довгаленка и его соотечественника Александра Масейкова в один экипаж. Таким образом, с 1990 года эти два спортсмена стали выступать в паре.
На протяжении 1990—1991 годов экипаж каноэ-двойки завоевал множество наград самого разного уровня, однако главной их целью был отбор на летние Олимпийские игры 1992 года в Барселоне. По итогам предолимпийских соревнований, Дмитрий Довгаленок и Александр Масейков уверенно выиграли у дуэта олимпийских чемпионов Сеула-88 Ренейского и Журавского право на участие в Играх в Барселоне-1992.
Первые олимпийские предварительные старты были не слишком удачными для белорусских гребцов. Однако, поборов волнение, в решающем заезде экипаж выглядел отлично и смог выйти в финал, где продемонстрировал уровень своей подготовки. В финальном заезде среди пятнадцати экипажей белорусы оказались лучшими, показав время 1 минута 41,51 секунды и завоевав золотую медаль.
В 1994 году экипаж каноэ-двойки выиграл на чемпионате мира неолимпийскую дистанцию 200 метров, впервые введенную в практику. Также дуэт Довгаленок-Масейков преодолел отбор на следующую Олимпиаду 1996 в Атланту, однако в финале белорусы заняли лишь девятое место. После этого Дмитрий Довгаленок ушел из большого спорта.
На данный момент занимает должность начальника отдела по развитию олимпийского движения в Национальном олимпийском комитете Республики Беларусь, возглавляет постоянную комиссии Национального олимпийского комитета Республики Беларусь по делам спортсменов.
Зажег огонь Европейских играх 2019 вместе с Дарьей Домрачевой, Надеждой Скардино , Максимом Мирным, Алексеем Гришиным, Юлией Нестеренко и Романом Петрушенко.